# La Ronda de Boltaña (álbum)
 La Ronda de Boltaña es el primer álbum del grupo de música aragonés homónimo. El álbum consta de 4 piezas de la música popular del Sobrarbe y 12 piezas originales.

## Lista de canciones
- "Habanera triste"
- "Mazurca de Bruno"
- "Días de albahaca"
- "La ronda enamorada"
- "O viento rondador"
- "El país perdido"
- "Las bodas de Chistén"
- "Luz de otoño"
- "El dolmen de Tella"
- "Esperando a Teresa"
- "Pasodoble del Trastiello"
- "Yeba"
- "Os probechos"
- "Palotiau de Boltaña"
- "Mazurca del puro"
- "Niña bonita"

- Datos: Q51686095